# Agulla assimilis
Agulla (Agulla) assimilis is een kameelhalsvliegensoort uit de familie van de Raphidiidae. De soort komt voor in het Nearctisch gebied.
Agulla (Agulla) assimilis werd voor het eerst wetenschappelijk beschreven door Albarda in 1891.